# U23-VM i beachvolley
U23-VM i beachvolley var en tävling i beachvolley för max 23 år gamla damer och herrar. Tävlingen organiserades av Fédération Internationale de Volleyball (FIVB) och hölls enbart två gånger (2013 och 2014), bägge gångerna i Myslowice, Polen.

## Resultat per år

### Damer
| År                   | Värd      | Guld                                             | Silver                                      | Brons                                               | Fyra                                       |
| 2013 mer information | Myslowice | Victoria Bieneck (GER) · Isabell Schneider (GER) | Eduarda Lisboa (BRA) · Thaís Ferreira (BRA) | Taylor Pischke (CAN) · Melissa Humana-Paredes (CAN) | Eliška Gálová (CZE) · Adéla Machová (CZE)  |
| 2014 mer information | Myslowice | Nicole Laird (AUS) · Mariafe Artacho (AUS)       | Lara Dykstra (USA) · Jace Pardon (USA)      | Melissa Humana-Paredes (CAN) · Taylor Pischke (CAN) | Taru Lahti (FIN) · Anniina Parkkinen (FIN) |

### Herrar
| År                   | Värd      | Guld                                      | Silver                                   | Brons                                             | Fyra                                              |
| 2013 mer information | Myslowice | Piotr Kantor (POL) · Bartosz Łosiak (POL) | Vitor Felipe (BRA) · Márcio Gaudie (BRA) | Lorenz Petutsching (AUT) · Tobias Winter (AUT)    | Rihard Finsters (LAT) · Aleksandrs Solovejs (LAT) |
| 2014 mer information | Myslowice | Maciej Kosiak (POL) · Maciej Rudol (POL)  | Lars Tvinde (NOR) · Hendrik Mol (NOR)    | Allison Cittadin (BRA) · Gustavo Carvalhaes (BRA) | Bennet Poniewaz (GER) · David Poniewaz (GER)      |